# Dan (razina)
Dan (段位) je japanska, korejska i kineska majstorska oznaka razine, korištena u više kulturnih aktivnosti kineskog i japanskog podrijetla. Nosioci ove razine obično nose crni pojas (ali u pojedinim borilačkim vještinama ne nose se nikakva vanjska obilježja razine). Dan razina se također dodjeljuju i u vještinama kao što su igre renju i go, ali i u aranžiranju cvijeća i japanskoj ceremoniji čaja.

## Popis uobičajenih razina
Mnoge japanske borilačke vještine imaju između pet i deset dan razina. Najčešći način pisanja istih jeste, po rastućem redosljedu:
1. šodan (初段:しょだん) - prvi nivo crnog pojasa
2. nidan (二段:にだん) - drugi nivo crnog pojasa
3. sandan (三段:さんだん) - treći nivo crnog pojasa
4. jodan (四段:よだん) - četvrti nivo crnog pojasa
5. godan (五段:ごだん) - peti nivo crnog pojasa
6. rokudan (六段:ろくだん) - šesti nivo crnog pojasa
7. nanadan (七段:ななだん) - sedmi nivo crnog pojasa (takođe, šičidan)
8. hačidan (八段:はちだん) - osmi nivo crnog pojasa
9. kudan (九段:くだん) - deveti nivo crnog pojasa
10. džudan (十段:じゅうだん) - deseti nivo crnog pojasa